# 假泽山飞蓬
假泽山飞蓬（学名：Erigeron pseudoseravschanicus）为菊科飞蓬属的植物。分布在俄罗斯以及中国大陆的新疆等地，生长于海拔1,300米至3,000米的地区，见于高山草地、亚高山以及林缘，目前尚未由人工引种栽培。

## 异名
- Erigeron pseudoseravschanicus Botsch. f. glabrescens Ling et Y. L. Chen